# 순교자 솔레이마니 작전

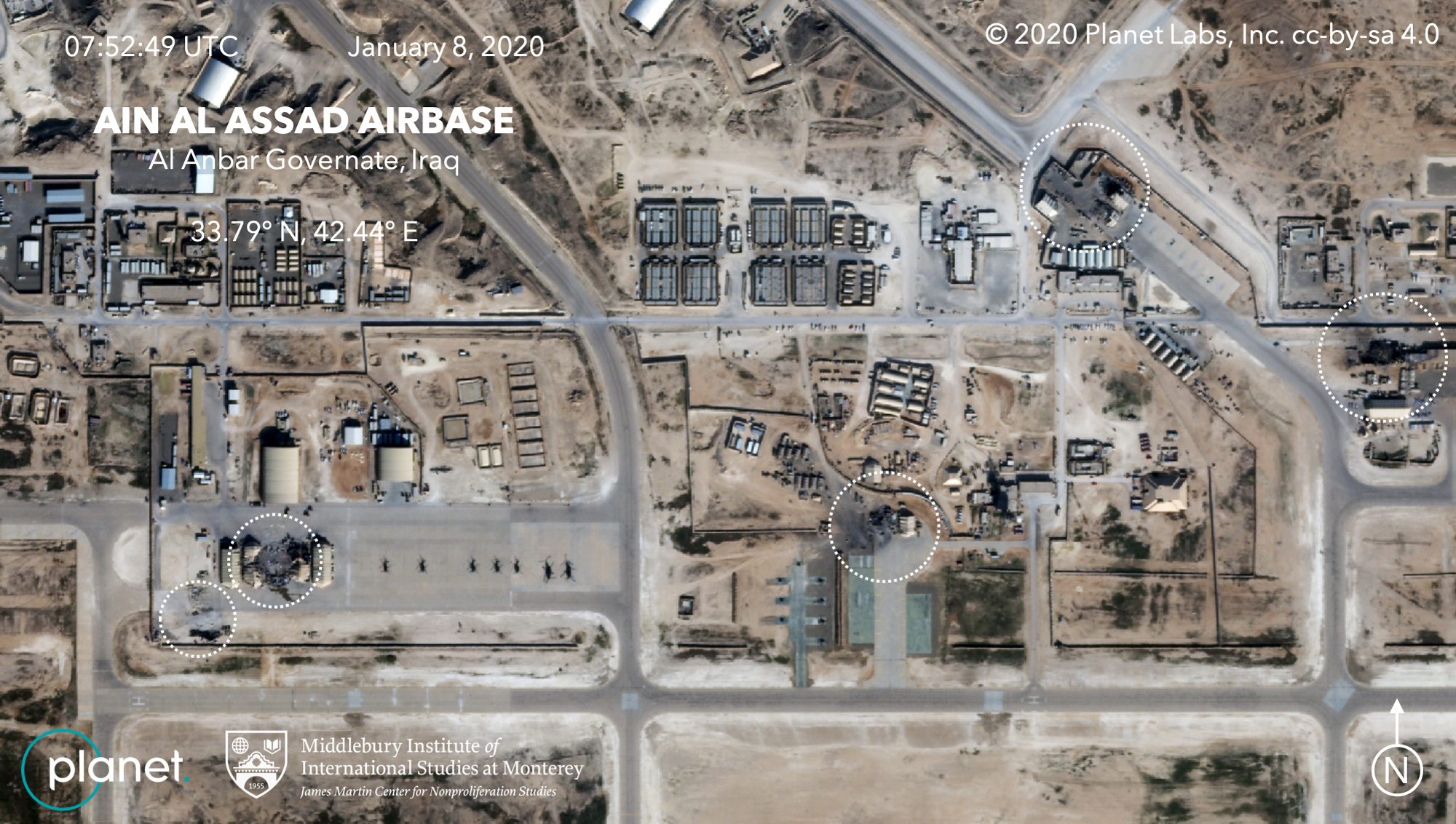

순교자 솔레이마니 작전(페르시아어: عملیات شهید سلیمانی)은 2020년 1월 8일, 이란의 이슬람 혁명수비대가 22대의 탄도유도탄을 서부 이라크에 위치한 안바르주의 아인 알아사드 공군기지와 쿠르드 자치구의 아르빌 공군기지로 발사한 작전이다. 이 작전은 미국의 가셈 솔레이마니 제거에 대한 보복작전이었다. 이란은 이라크 정부에게 공격에 대해 사전에 알렸으며, 이 공격은 상징적인 공격으로 비치고 있다.

## 배경
공격이 발발하기 이전, 이란은 미국이 가셈 솔레이마니를 바그다드에서 죽인 것에 대해 복수하겠다고 밝혔다. 바그다드 공습 이후 미국의 여러 정보기관 및 잠입 요원들은 이란의 미사일 연대가 발사 준비를 하고 있었지만 그들이 방어적 자세를 견지할지, 아니면 미군에 대한 공격을 개시할 지에 대해 불명확한 상황이었다. 미국 대통령 도널드 트럼프는 이란이 미국을 목표로 보복을 감행할 시, 이란에 위치한 52개의 목표를 공격할 것이라고 경고했다.
2019년 12월 3일 5발의 로켓이 아인 알아사드 기지를 강타했지만, 부상자는 없었다. 아인 알아사드 공군기지의 정보원과 인근 지역의 공무원은 아인 알아사드 기지를 공격한 시점이 잘못되었다고 밝혔다. 이후 2020년 1월 4일, 두 발의 로켓이 바그다드 인근에 위치한 발라드 공군기지를 강타했다.
2발의 박격포 역시 바그다드의 그린 존에 떨어졌다. 이 공격으로 사상자나 피해는 발생하지 않았다.
이라크 총리 아델 압둘 마흐디의 대변인에 따르면, 1월 8일 자정이 지난 직후 총리가 이란으로부터 메시지를 전달받았다. 메시지는 솔레이마니 장군이 죽은 것에 대한 복수가 시작되었거나 곧 시작될 것임을 암시했다. 이란은 또한 미군이 주둔한 지역만이 목표지역이라고 이라크 총리에게 전달했다. 어느 기지가 공격받을 지에 대한 정확한 정보는 없었지만, 미국은 공격에 대비하라는 경고를 받았다고 확인했다.